# 장산로 (부산)
장산로(Jangsan-ro Road, 萇山路, 부산광역시도 제77호선의 일부)는 부산광역시 해운대구 우동 올림픽 교차로와 좌동 좌동지하차도를 잇는 부산광역시의 도시고속도로이다.
원래 부산광역시도 제20호선 중 일부였다가 부산광역시도 제77호선의 일부로 편입되었고, 부산광역시도 제20호선은 삼호가든교차로까지 단축되었다.

## 연혁
- 2007년 3월 21일 : 올림픽 교차로 ~ 좌동지하차도 5.01km 구간을 자동차 전용도로로 지정[1]

## 주요 경유지
부산광역시
- 해운대구 우동 - 좌동

## 노선
전 구간 자동차 전용도로이다.
- 시설물
  - IC : 나들목(Interchange)
  - IS : 삼거리 또는 사거리 형태의 교차로(Intersection)
  - BR : 교량(Bridge)
  - TN : 터널(Tunnel)

- (■): 자동차 전용도로 구간

| 종류 | 이름                     | 접속 노선                                                                                          | 소재지     | 소재지   | 비고                          |
| ---- | ------------------------ | -------------------------------------------------------------------------------------------------- | ---------- | -------- | ----------------------------- |
| IS   | 올림픽 교차로 (벡스코역) | 부산광역시도 제40호선 (해운대로) 부산광역시도 제77호선 (광안대로) 부산광역시도 제4008호선 (APEC로) | 부산광역시 | 해운대구 | 시점                          |
| IC   | (광안대교)               | 부산광역시도 제77호선 (광안대로) 장산로32번길 해운대로383번가길                                    | 부산광역시 | 해운대구 |                               |
| TN   | 장산1터널                | | 부산광역시 | 해운대구 | 상행 연장 547m 하행 연장 543m |
| TN   | 장산2터널                | | 부산광역시 | 해운대구 | 연장 587m                     |
| TN   | 장산3터널                | | 부산광역시 | 해운대구 | 연장 140m                     |
| IC   | 대천                     | 부산광역시도 제7715호선 (양운로)                                                                   | 부산광역시 | 해운대구 |                               |
| IC   | 부산기점                 | 65호선 동해고속도로                                                                                | 부산광역시 | 해운대구 |                               |
| IS   | 좌동지하차도             | 부산광역시도 제23호선 부산광역시도 제4005호선 (해운대로) 부산광역시도 제40호선 (좌동로)            | 부산광역시 | 해운대구 | 종점                          |

## 주의사항
- 전구간 자동차전용도로이므로 자전거, 보행자 등의 출입을 금지한다. 이륜자동차(모터사이클 혹은 오토바이)는 긴급자동차(싸이카 및 소방용 모터사이클 등)에 한해 출입이 가능하며, 그 밖의 이륜자동차는 출입할 수 없다.